# South Yarra

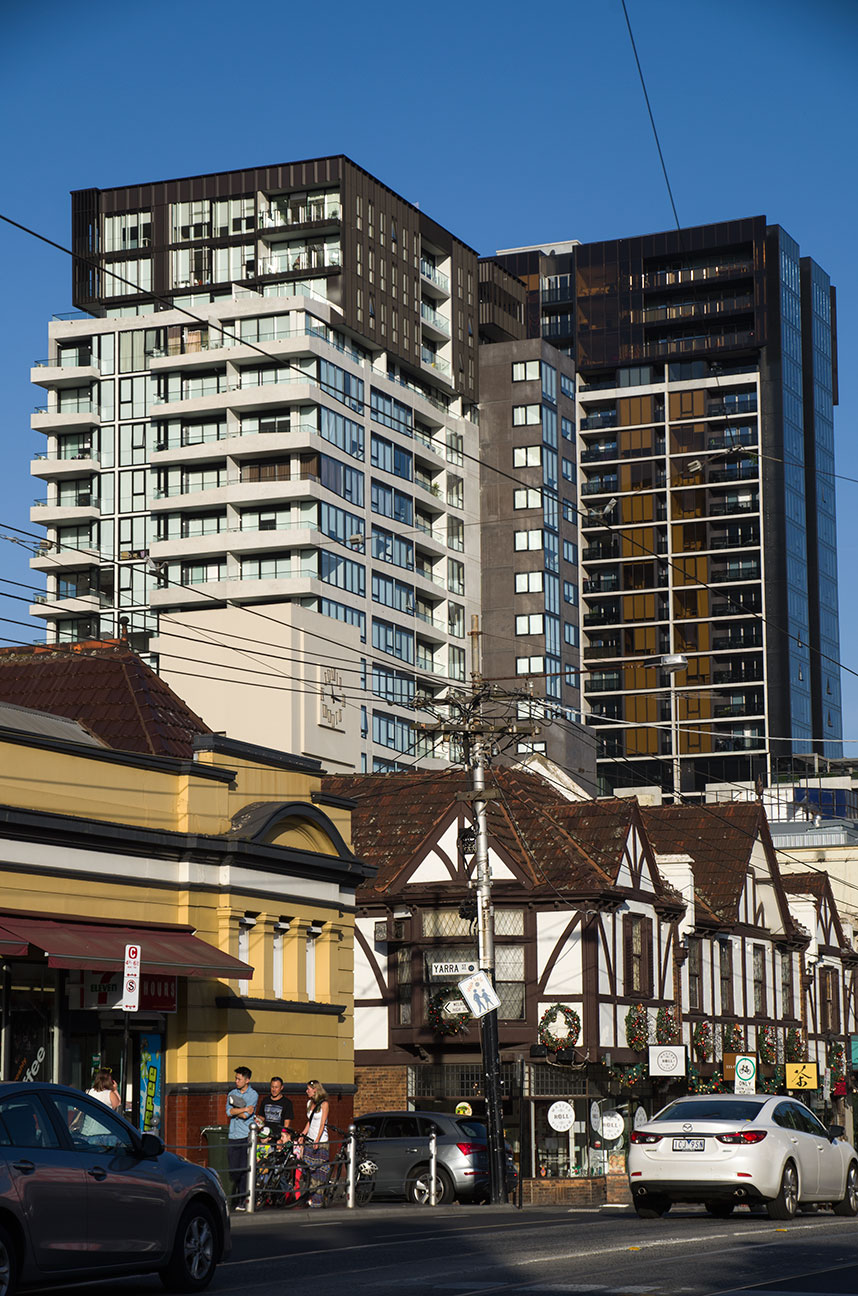
South Yarra (2016)

South Yarra ist ein Stadtteil der australischen Metropole Melbourne. Er befindet sich etwa 4 km östlich der Innenstadt. Der Name bezieht sich auf die Lage des Stadtteils südlich des Yarra River.
Um 1835 Jahren besiedelten die ersten Europäer während der Gründung Melbournes auch das umliegende nähere Gebiet. 1854 wurde ein Postamt eröffnet.
Zusammen mit dem benachbarten Toorak zählt South Yarra zu den wohlhabendsten Gebieten von Melbourne. Die Preise für Immobilien gehören zu den höchsten von ganz Melbourne.
Im Westen von South Yarra befindet sich der Fawkner Park, ein Erholungspark mit diversen Sportmöglichkeiten, sowie ein Teil der Royal Botanic Gardens.

## Persönlichkeiten
- William Bruce (1864–1925), Cricketspieler
- Margaret Blackwood (1909–1986), Botanikerin, Genetikerin und Hochschullehrerin